# Joseph Anton von Mussinan

Joseph von Mussinan (Lithographie)

Joseph Anton Mussinan, seit 1792 Reichsritter von Mussinan (* 13. Dezember 1766 in Viechtach, Niederbayern; † 24. Mai 1837 in München) war ein bayerischer Jurist und Beamter, der sich auch als historischer Schriftsteller einen Namen machte.

## Leben
Mussinan wurde als Sohn eines Bäckers 1766 in Viechtach geboren. Nach seinem Gymnasialabschluss am (heutigen) Wilhelmsgymnasium München 1784 und seinem Studium der Rechtswissenschaften und Philosophie war er zuerst am Landgericht Viechtach tätig, danach 1789 als Regierungsrat in Burghausen. Während des Reichsvikariates 1792 wurde er im Alter von 26 Jahren in den erblichen Reichsritterstand erhoben. 
1799 wurde er für drei Jahre als Regierungsrat nach Landshut versetzt, bis er 1802 Hofgerichtsrat in Straubing wurde. Seiner Beförderung 1808 zum Appellationsgerichtsrat folgte 1813 ein beruflicher Wechsel in den Finanzbereich, wo er 1817 Finanzministerialrat beim Generalfiskalat wurde. Nach dessen Auflösung kehrte er 1826 als Direktor des Appellationsgerichts Landshut in sein ursprüngliches Betätigungsfeld zurück. Nach seiner Pensionierung 1830 war er von 1831 bis zu seinem Tod – er starb "plötzlich am Schlagfluß" – Mitglied der Kammer der Abgeordneten der Bayerischen Ständeversammlung. 1834 erhielt er den Titel eines Geheimrats.
Außerhalb seiner beruflichen Laufbahn betätigte sich Mussinan als historischer Schriftsteller. 1810 wurde er als korrespondierendes Mitglied zur Historischen Klasse der Königlich bayerischen Akademie hinzugewählt. Im März des vorangegangenen Jahres hatte er seine ungedruckten Schriften an das bayerische Ministerium unter der Leitung von Maximilian von Montgelas eingeschickt. Montgelas veranlasste daraufhin die Weitergabe dieser Werke an die Akademie, versehen mit dem Befehl, „ihren Gehalt pflichtgemäß zu würdigen und mit Bericht anzuzeigen, zu welchen Erwartungen der Verfasser derselben, der seine freie Zeit rühmlich dem Studium der Geschichte widmet, nach diesen Arbeiten berechtige“. Das Gutachten der Akademie fiel wunschgemäß positiv aus. Mit Schreiben vom 20. Juli 1810 erhielt er einen goldenen Jeton (Jetons wurden zu dieser Zeit an die Mitglieder als eine Art Vergütung für die Teilnahme an den Sitzungen ausgegeben), die Ernennung zum korrespondierenden Mitglied folgte im August. Bereits in den Jahren vor seinem Beitritt hatte Mussinan erste Kontakte zur Akademie geknüpft. Sein Manuskript Feldzug der französischen Rhein-Armee durch Baiern 1800. Ein Beytrag zur Geschichte des französischen Krieges geschrieben von dem Churfürstlichen Regierungsrathe zu Landshut Joseph von Mußinan 1802 wurde von der Akademie mit Beifall aufgenommen. Bei der Wahl zum ordentlichen Mitglied am 5. Januar 1818 scheiterte er jedoch.
1811 schenkte er der Stadt Straubing die Schrift Ueber das Schicksal Straubings und des baierischen Waldes während des dreyßig jährigen Krieges vom October 1633 bis April 1634, die ihm daraufhin die Ehrenbürgerwürde antrug und 1813 die Veröffentlichung bewirkte. 1829 folgte die gleiche Ehrung der Stadt Landshut. Seine Geburtsstadt Viechtach benannte ihm zu Ehren eine Straße in Mussinanstraße.

## Werke
- 1809: Beiträge zur Geschichte des Schwedenkrieges in Bayern
- 1811: Ludwig der Baier und 1809
- 1811: Ueber das Schicksal Straubings und des baierischen Waldes während des dreyßig jährigen Krieges vom October 1633 bis April 1634
- 1814: Befestigung und Belagerung der baierischen Hauptstadt Straubing in den Jahren 1633, 1704 und 1742
- 1817: Geschichte des Löwler Bundes unter dem baierischen Herzog Albert IV. vom Jahre 1488 bis 1495
- 1820: Geschichte der herzoglichen niederbaierischen Linie Straubing-Holland
- 1821: Lebensgeschichte des quiescirten königlich-baierischen Landrichters Ignaz von Schmidbauer zu Viechtach im Unterdonaukreis
- 1822–29: Geschichte der französischen Kriege in Deutschland besonders auf baierischem Boden in den Jahren 1796, 1800, 1805 und 1809 in 4 Teilen.
- 1829: Wegweiser in das altherzoglich-bayrische Schloß Trausnitz in Landshut
- 1831: Geschichtliche Uebersicht und Darstellung des bayerischen Staatschuldenwesens in Verbindung mit besonderen Betrachtungen über das Schuldenbudget und den Gesetzentwurf für die III. Finanzperiode 1831–37
- 1832: Uebersicht über die von den Ständen des Königreichs Bayern auf dem Landtage 1831 zum Wohl der ganzen Nation gefassten, und von der königlichen Staatsregierung bewilligten Beschlüsse
- 1835: Bayerns Gesetzgebung
- 1836: Ueber den seit 1824 bestehenden Kunst-Verein des Königreichs Bayern mit besonderem Rückblick auf die früheren schon in den Jahren 1788 und 1789 stattgehabten Gemählde-Ausstellungen in München